# L'isola delle perle (film 1922)
L'isola delle perle (The Man Unconquerable) è un film muto del 1922 diretto da Joseph Henabery. Prodotto e distribuito dalla Famous Players-Lasky Corporation, aveva come interpreti Jack Holt, Sylvia Breamer, Clarence Burton, Anne Schaefer.
Fu l'ultimo lavoro per il cinema dello sceneggiatore Hamilton Smith.

## Trama

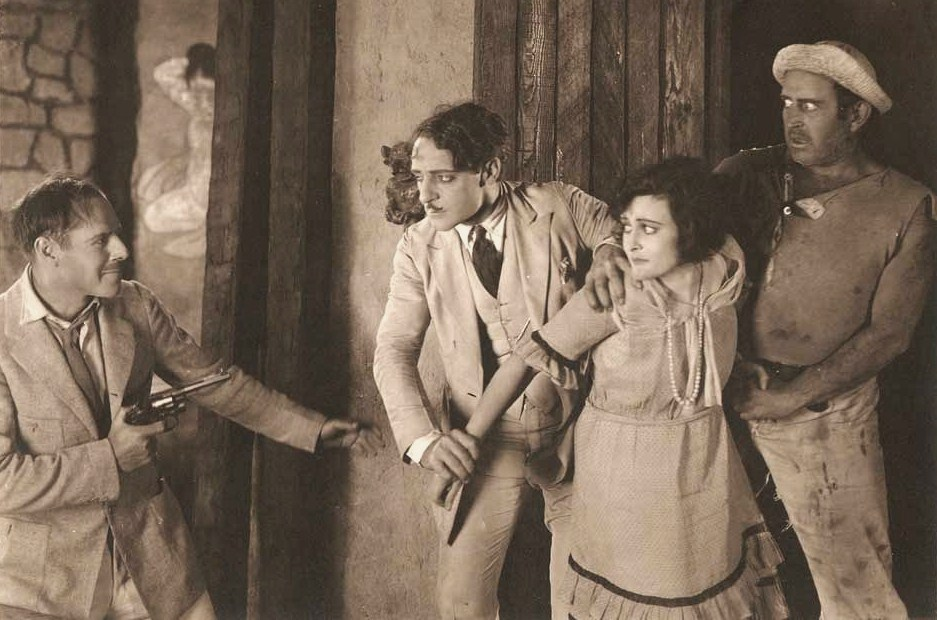
Jack Holt, Jean De Briac, Sylvia Breamer e Clarence Burton

Robert Kendall lascia New York per recarsi nei Mari del Sud dove ha intenzione di investigare sulle voci che corrono di cattiva gestione e ruberie nella sua concessione di pesca delle perle a Papeete. Lì, conosce Rita Durand, una bella francesina, suo padre e Perrier. Quest'ultimo, insieme a Nilsson, un impiegato dell'azienda di Kendall, trova una preziosa perla che cerca di nascondere a Durand, che li controlla. Finisce che Nilsson pugnala Durand scaricando la colpa dell'omicidio su Kendall. I due complici sparano all'americano, lasciandolo a terra come morto. Lui, invece, li segue; salva Rita, spara a Nilsson e poi uccide dopo una lotta anche Perrier.

## Produzione
Il film fu prodotto dalla Famous Players-Lasky Corporation.

## Distribuzione
Il copyright del film, richiesto dalla Famous Players-Lasky Corp., fu registrato il 12 luglio 1922 con il numero LP18049.

Distribuito dalla Famous Players-Lasky Corporation e dalla Paramount Pictures, il film uscì nelle sale cinematografiche statunitensi il 2 luglio 1922. In Italia venne distribuito dalla Cardinal nel 1925. Venne distribuito anche in Finlandia il 23 agosto 1925.
Non si conoscono copie ancora esistenti della pellicola che viene considerata presumibilmente perduta.